# Palača Rossini u Šibeniku
Palača Rossini je stambena trokatnica koja se nalazi u centru Šibenika, u blizini Crkve sv. Barbare. Najstarija je sačuvana palača u gradu i nosi naziv prema posljednjem vlasniku, imućnoj porodici iz 19. stoljeća. Na osnovi romaničkih stilskih karakteristika prizemlja, povjesničari početke palače datiraju u 13. stoljeće, a danas je prepoznatljiva po gotičkom portalu. Viši katovi sadrže pojedine renesansne i barokne elemente. U palaču vodi nekoliko ulaza, a oplošje je uz postojeće otvore zasićeno i naknadno zazidavanim vratima i prozorima. Os stepeništa koje vodi od Novih vrata obalnih gradskih zidina dovodi pred portal palače na južnom pročelju zgrade, a prostor malog trga kojem drugu stranicu čini pročelje crkvice sv. Barbare u stvari je nepopunjena posljedica savezničkog bombardiranja Šibenika s konca Drugog svjetskog rata. Palača Rossini danas predstavlja posljednju integralno posjedovanu i veću srednjovjekovnu stambenu cjelinu u Šibeniku, s određenim sačuvanim pojedinostima povijesne kulture stanovanja poput kamenih klupčica pred prozorima, profilima unutrašnjih vrata, itd.